# Glock 26
Die Glock 26 ist eine Selbstladepistole im Kaliber 9 × 19 mm der Firma Glock. Sie ist das Sub-Compact-Pendant zur Glock 17. Sie hat einen um 2,6 cm kürzeren Lauf und ein kürzeres Griffstück. Durch ihre kompakte Bauweise eignet sie sich auch zum verdeckten Tragen. Die Glock 26 wird aktuell in der fünften Generation (Gen. 5) produziert.